# Dieter Wiedenmann
Dieter Benedikt Wiedenmann (ur. 23 kwietnia 1957 w Ulm, zm. 11 listopada 1994 w Karlsbadzie) – niemiecki wioślarz reprezentujący RFN, złoty medalista olimpijski i czterokrotny medalista mistrzostw świata.

## Kariera
Wystartował na igrzyskach olimpijskich w Los Angeles w 1984, gdzie osada RFN w składzie: Albert Hedderich, Raimund Hörmann, Dieter Wiedenmann i Michael Dürsch zdobyła złoty medal w czwórkach podwójnych. W finale A uplasowali się o 0,43 sekundy z osadą Australii i o 1,52 sekundy przed osadą Kanady. Był to jego jedyny start olimpijski.
W tej samej konkurencji zdobył też złoty medal na mistrzostwach świata w Duisburgu (1983), srebrny na mistrzostwach świata w Bledzie (1979) i mistrzostwach świata w Lucernie (1982) oraz brązowy na mistrzostwach świata w Cambridge (1978).
Wszyscy członkowie osady z 1984 otrzymali Srebrny Liść Laurowy.
Zmarł w 1994 w wyniku krwotoku wewnętrznego podczas operacji kręgosłupa